# Rosochy (obwód lwowski)
Rosochy (ukr. Росохи) – wieś w rejonie samborskim (wcześniej w rejonie starosamborskim) obwodu lwowskiego Ukrainy. Wieś liczy około 150 mieszkańców. Leży nad rzeką Jabłońka. Podlega wołoszynowskiej silskiej radzie.
W 1921 r. liczyły około 799 mieszkańców. Przed II wojną światową należały do powiatu starosamborskiego.

## Ważniejsze obiekty
- Cerkiew Narodzenia Najświętszej Maryi Panny w Rosochach